# Otidiogryllacris brevicauda
Otidiogryllacris brevicauda är en insektsart som först beskrevs av Heinrich Hugo Karny 1925.  Otidiogryllacris brevicauda ingår i släktet Otidiogryllacris och familjen Gryllacrididae. Inga underarter finns listade i Catalogue of Life.